# Kimora Blac
Kimora Blac, nombre artístico de Von Nguyen, es una drag queen y personalidad de televisión estadounidense, más conocida por participar en la novena temporada de RuPaul's Drag Race.

## Primeros años
Nació el 15 de diciembre de 1988 en Wichita, Kansas, y es de origen vietnamita. Von Nguyen creció en Elk Grove, California, y luego se trasladó a Las Vegas, Nevada, donde residía cuando fue elegida para participar en RuPaul's Drag Race. Su nombre drag proviene de Kimora Lee Simmons y de su color favorito, el negro, la "k" fue removida porque "le daba un toque".

## Carrera

### RuPaul's Drag Race

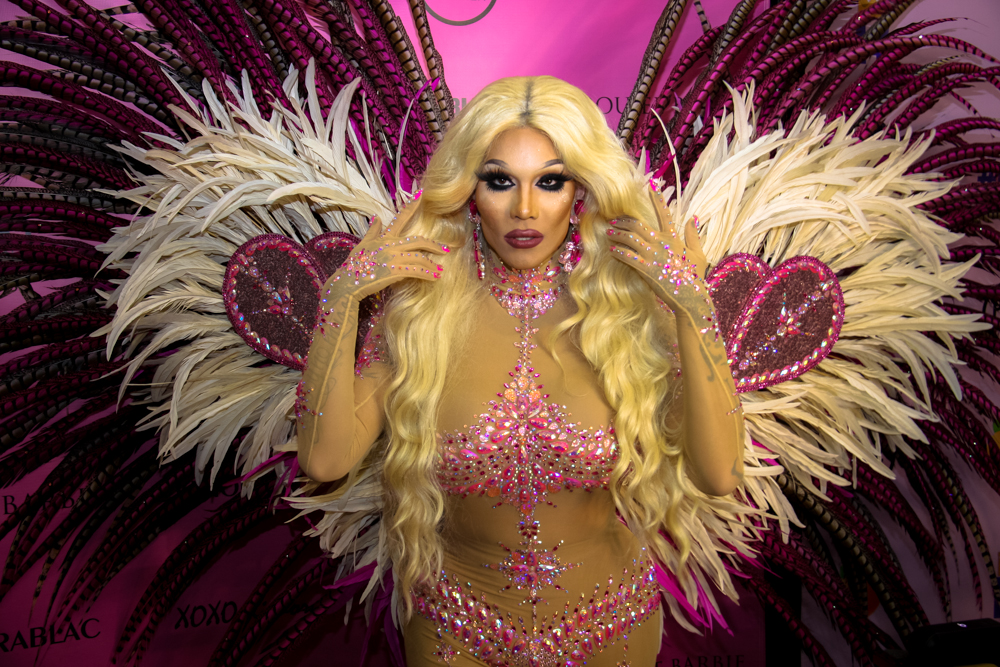
Kimora Blac en 2017

La primera vez que hizo drag amateur fue a los quince años juntó con la concursante de Dragula Melissa Befierce. Empezó a hacer drag profesional a los dieciocho años. También hizo una audición para Drag Race en tres ocasiones diferentes.
Kimora Blac fue anunciada como una de las catorce concursantes que competirían en la novena temporada de RuPaul's Drag Race el 2 de febrero de 2017. Después de sido salvada en el primer episodio, fue colocada en los dos últimos puestos en el segundo episodio juntó con Jaymes Mansfield y ganó un lip sync contra ella con la canción Love Shack de The B-52's. Fue eliminada en el tercer episodio después de haber hecho un lip sync con la canción Holding Out for a Hero de Bonnie Tyler, contra Aja.
Apareció como invitada para el primer reto en el estreno de la undécima temporada de Drag Race.

## Otros trabajos

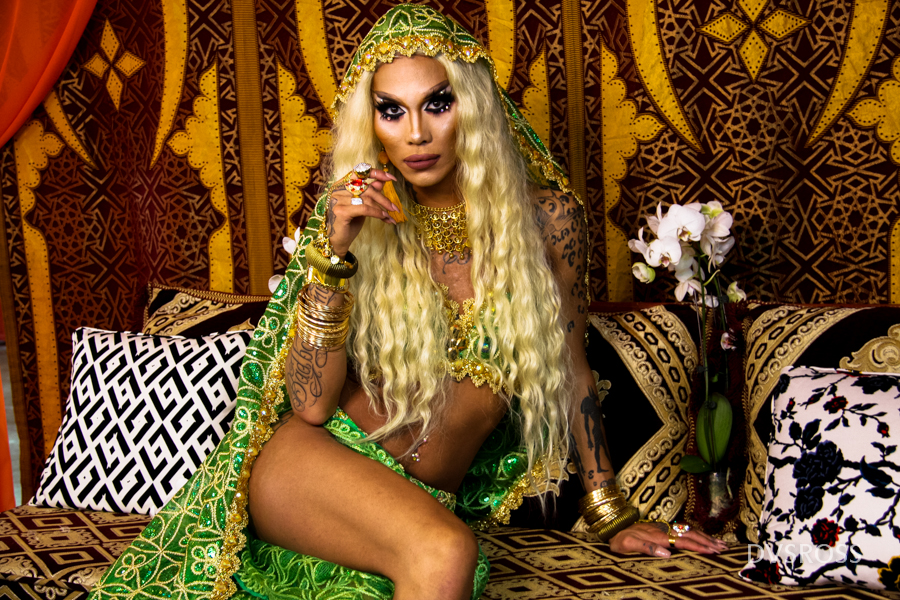
Kimora Blac en 2018

En septiembre de 2017, Blac recreó la portada de la revista Paper en septiembre de 2014 con Kim Kardashian, lo que tuvo una recepción positiva por parte de Kardashian en Twitter.
Blac se convirtió en anfitriona de la serie de internet de WOWPresents, "Wait, What?", donde se le hacen preguntas de trivia con categorías alternas. Los coanfitriones para el programa incluyen a Mariah, Derrick Barry, Gia Gunn, Laganja Estranja, Ongina, Jaidynn Diore-Fierce y Jasmine Masters. El primer episodio estuvo disponible en YouTube el 8 de octubre de 2018.
Apareció como invitada para dos episodios de The Trixie & Katya Show en marzo de 2018. Apareció en un episodio de la serie de televisión Botched juntó con Trinity the Tuck en diciembre de 2018. Blac se unió juntó con Eve en su actuación de lip sync de Supermodel por RuPaul durante su aparición en The Talk.
Fue una de las artistas destacadas durante la actuación de Jennifer Lopez en los iHeartRadio Music Awards en 2022.

## Vida personal
Nguyen cita a Erika Jayne y Paris Hilton junto con Simmons y Kardashian como sus inspiraciones para su estética en el drag.
La hija drag de Kimora es Amaya Blac.

## Filmografía

### Cine
| Año  | Título                        | Papel     | Notas |
| ---- | ----------------------------- | --------- | ----- |
| 2021 | The Bitch Who Stole Christmas | Pueblo #1 |       |

### Televisión
| Año        | Título                       | Papel      | Notas                                                                                         |
| ---------- | ---------------------------- | ---------- | --------------------------------------------------------------------------------------------- |
| 2017, 2019 | RuPaul's Drag Race           | Ella misma | Concursante: Temporada 9 - 13th lugar, Invitada: Temporada 11 (Episodio: "Whatcha Unpackin?") |
| 2017       | RuPaul's Drag Race: Untucked | Ella misma | Programa complementario de RuPaul's Drag Race                                                 |
| 2018       | The Trixie & Katya Show      | Ella misma | Temporada 1 (Episodios: "Money" y "Family")                                                   |
| 2018       | Botched                      | Ella misma | Temporada 5 (Episodio: "Muscles, Tucks and Forehead Flaps")                                   |
| 2019       | The Talk                     | Ella misma | Invitada                                                                                      |

### Series web
| Año           | Título            | Papel      | Notas                                                                | Ref    |
| ------------- | ----------------- | ---------- | -------------------------------------------------------------------- | ------ |
| 2018, 2019    | The Pit Stop      | Ella misma | Invitada (Episodios: "Season 10 Episode 10" y "Season 11 Episode 4") |        |
| 2018–presente | Wait, What?       | Ella misma | Coanfitrión                                                          |        |
| 2018          | Out of the Closet | Ella misma | Invitada, Episodio 5                                                 |        |
| 2019          | Iconic            | Ella misma | Invitada, Episodio 4                                                 | [ 24 ] |
| 2019          | ASMR Queens       | Ella misma | Invitada, Episodio 2                                                 |        |
| 2019          | Try Guys          | Ella misma | Episodio: "The Try Guys Lip Sync Battle Drag Queens"                 |        |
| 2019          | Cosmo Queens      | Ella misma | Episodio: "Kimora Blac"                                              | [ 25 ] |

### Videos musicales
| Año  | Título                       | Artista                 |
| ---- | ---------------------------- | ----------------------- |
| 2017 | "Too Funky"                  | Peppermint con Ari Gold |
| 2017 | "Expensive (versión Deluxe)" | Todrick Hall            |
| 2020 | "Ass Like Mine"              | Morgan McMichaels       |